# المدرسة الإبتدائية البريطانية الظهران

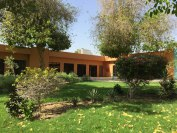
الحرم المدرسي.

المدرسة البريطانية الابتدائية الظهران هي مدرسة دولية بريطانية في الخبر بالمملكة العربية السعودية. هي جزء من مجموعة المدارس العالمية في المملكة العربية السعودية التي تخدم الطلبة من السنة الأولى إلى 13 سنة. تقع المدرسة على مساحة تبلغ 40 فدان (16 هكتار) والحرم المدرسي مجاور لقنصلية الولايات المتحدة. تتقاسم مدرستان دوليتان أمريكيتان استخدام الحرم المدرسي.

## الطلبة
في عام 2012 كان هناك 500 طالب من 50 بلد. الطلاب البريطانيين يشكلون أكثر قليلا من نصف الطلاب.